# National Board of Review de Melhor Filme Estrangeiro
O National Board of Review de Melhor Filme Estrangeiro é um prêmio anual dado (desde 1934-1941, 1950-atualmente) pela National Board of Review of Motion Pictures. Até 1945, havia apenas prêmios de Melhor Filme, enquanto os prêmios de Melhor Documentário e Melhor Filme Estrangeiro não eram contínuos.